# Palmetto (Florida)
Palmetto è una città degli Stati Uniti d'America situata in Florida, nella Contea di Manatee.